# Мари, Фиорелла
Фиорелла Мари (итал. Fiorella Mari, псевдоним Фиореллы Кольпи; род. 21 июня 1928, Сан-Паулу) — итальянская актриса.

## Биография
Родилась в Бразилии, в итальянской семье. Вернулась на историческую родину, чтобы войти в мир шоу-бизнеса, первоначально под фамилией мужа, Джесса Максвелла, с которым практически сразу рассталась. Дебютировала в телевизионной комедии RAI в 1954 году, и в кинофильме Песни на два голоса.
Позже работала на радиопрограммах телерадиокомпании RAI. Появилась в фильмах со знаменитым комиком Тото: Siamo uomini o caporali (1955) и Destinazione Piovarolo (1955). Работала в драматическом театре и варьете, звездой которого была в 1950-е годы. Вместе с Нунци Филоджамо и Марисой Алласио была на музыкальном Фестивале в Сан-Ремо 1957 года. После съёмок в нескольких фильмах, в 1959 году ушла со сцены.

## Фильмография
- Песни на два голоса, Джанни Вернуччи (1953)
- Il figlio dell’uomo, Вергилио Сабель (1954)
- I misteri della giungla nera, Джан Паоло Каллегари и Ральф Мёрфи (1954)
- La vendetta dei Tughs, Джан Паоло Каллегари и Ральф Мёрфи (1954)
- Королева Марго (La reine Margot), Жан Древилль (1954)
- Il prezzo della gloria, Антонио Мусу (1955)
- Conrad Nagel Theater : # 1.15 (USA 1955) — телесериал
- Siamo uomini o caporali?, Камилло Мастрочинкве (1955)
- Destinazione Piovarolo, Доменико Полетта (1955)
- Lo spadaccino misterioso, Сержио Греко (1956)
- Canzone proibita, Флавио Кальцавара (1956)
- I miliardari, Гвидо Малатеста (1956)
- Non cantare, baciami!, Джорджио Симонелли (1957)
- Padri e figli, Марио Моничелли (1957)
- Le belle dell’aria, Марио Коста и Эдуардо Манцанос Брохеро (1957)
- La morte viene dallo spazio, Паоло Хейш (1958)
- Due selvaggi a corte, Фердинандо Балди (1958)

## Телекомпания RAI
- Passaggio all’equatore, с Mario Chiocchio, Diego Michelotti, Romolo Costa, Tino Bianchi, Franco Volpi, Antonio Battistella, Enrico Viarisio, Fiorella Maxwell Mari, Лаура Солари, режиссёр Гуллелмо Моранди, 17 сентября 1954.